# Näckrostjärnen (Undersåkers socken, Jämtland)
Näckrostjärnen är en sjö i Åre kommun i Jämtland och ingår i Indalsälvens huvudavrinningsområde.